# Kẻ trộm Mặt Trăng
Despicable Me (tiếng Việt: Kẻ trộm mặt trăng) là một bộ phim hoạt hình máy tính hài của Mỹ năm 2010 do Illumination Entertainment sản xuất và được phân phối bởi Universal Pictures, được phát hành ngày 9 tháng 7 năm 2010 ở Hoa Kỳ. Bộ phim có sự tham gia lồng tiếng của Steve Carell, Jason Segel, Russell Brand, Julie Andrews, Will Arnett, Kristen Wiig, và Miranda Cosgrove. Đây là bộ phim CGI đầu tiên được sản xuất bởi Universal, cùng với Illumination Entertainment. Bộ phim được dàn dựng hoàn toàn bằng máy tính tại studio Mac Guff ở Paris, Pháp.
Bộ phim kể về câu chuyện của một siêu trộm tên là Gru, vốn có âm mưu lợi dụng ba đứa trẻ mồ côi để thực hiện ý đồ xấu xa, đã tìm thấy được ở ba cô bé một tình thương yêu kì lạ, và điều này đã thay đổi con người Gru.
Bộ phim thu được các ý kiến tích cực từ các nhà phê bình, và thu về hơn 500 triệu đô-la Mỹ trên toàn thế giới, so với số vốn là 69 triệu đô-la.
Các phần tiếp theo của loạt phim Kẻ trộm mặt trăng là: Kẻ trộm mặt trăng 2 (2013) và Kẻ trộm mặt trăng 3 (2017) và các phần trước đó là Minions (2015) và Minions: Sự trỗi dậy của Gru (2022). Phần tiếp theo của loạt phim này và là phần thứ sáu của loạt phim này là Kẻ trộm mặt trăng 4, hiện trong quá trình phát triển và sẽ được ra mắt vào ngày 3 tháng 7 năm 2024.

## Cốt truyện
Bộ phim bắt đầu với tin một kim tự tháp Ai Cập đã bị đánh cắp. Khi siêu trộm Gru (Steve Carell) nghe được điều này, anh ta cảm thấy danh dự bị tổn thương ghê gớm, và toan tính thực hiện một vụ trộm có thể sẽ gây chấn động nhất cả thế kỷ, đó là ăn trộm Mặt Trăng.
Gru tìm cách vay một khoản tiền từ Ngân hàng Xấu xa và gặp một siêu trộm khác tên là Vector (Jason Segel). Vector có vẻ không ưa gì Gru. Chủ tịch ngân hàng là ông Perkins (Will Arnett) không đồng ý cho Gru vay tiền cho đến khi Gru có trong tay cây Súng thu nhỏ - thứ cần thiết để thực hiện âm mưu. Ông Perkins nói với Gru rằng anh đang già đi, và những siêu trộm khác, ví dụ như Vector, trẻ hơn và có năng lực hơn - Vector chính là người đã đánh cắp kim tự tháp Ai Cập.
Gru và đám minion trộm được Súng thu nhỏ từ một phòng thí nghiệm bí mật ở Đông Á, nhưng sau đó Vector cướp mất và dùng nó để thu nhỏ máy bay của Gru. Gru tìm đủ cách để lấy lại cây súng từ nơi ở của Vector, nhưng mọi nỗ lực đột nhập vào đó đều không thành công. Khi nhìn thấy ba cô bé mồ côi là Margo (Miranda Cosgrove), Edith (Dana Gaier), và Agnes (Elsie Fisher) vào được nhà Vector để bán bánh quy, Gru nhận nuôi ba cô bé ở viện mồ côi của bà Hattie. Gru yêu cầu trợ lý là Tiến sĩ Nefario (Russell Brand) tạo nên những người máy ngụy trang thành bánh quy. Gru đưa những con người máy này cho ba cô bé giao cho Vector. Sau đó nhờ sự trợ giúp của ba cô bé và đám người máy, Gru lấy lại được Súng thu nhỏ.
Trên đường về nhà, ba cô gái xin Gru cho vào công viên. Gru đồng ý, với ý định là sẽ bỏ ba cô gái lại đó. Nhưng người bán vé nói rằng phải có người lớn đi kèm trẻ em trong trò tàu lượn siêu tốc. Cuối cùng Gru cũng tỏ ra vui vẻ với ba cô bé. Trở về nhà, Gru trình bày kế hoạch của mình cho ông Perkins qua truyền hình. Ba cô bé cứ liên tục phá rối Gru. Một lần nữa Perkins từ chối cho Gru vay tiền, tuyên bố mặc dù kế hoạch không có vấn đề gì nhưng ông ta muốn một siêu trộm khác trẻ hơn làm việc đó. Ông Perkins gọi Vector (thực ra là con trai ông ta, tên thật là Victor) đến Ngân hàng Xấu xa để bảo rằng Gru đã lấy được Súng thu nhỏ. Về phần Gru, anh ta đã gần như từ bỏ kế hoạch do thiếu kinh phí, nhưng ba cô bé và những minion đã gây quỹ và kế hoạch vẫn được thực hiện.
Gru đứng giữa hai sự lựa chọn, vì ngày dự định đánh cắp Mặt Trăng cũng là ngày ba cô gái biểu diễn múa ballet. Tiến sĩ Nefario, thấy rằng ba cô gái có vẻ cản trở công việc của mình, bèn gọi bà Hattie đến để đưa ba cô bé về viện mồ côi. Gru vẫn tiếp tục thực hiện kế hoạch đã định.
Sau khi đã thu nhỏ và cho Mặt Trăng vào túi, Gru nhớ đến buổi diễn của ba cô gái và tức tốc quay trở về Trái Đất. Nhưng khi Gru đến nơi thì buổi biểu diễn đã kết thúc. Ở sân khấu, Gru tìm được mảnh giấy mà Vector để lại, trong đó viết: Ba cô gái đổi lấy Mặt Trăng. Khi Gru đã đưa Mặt Trăng cho Vector, Vector hủy giao kèo và giữ luôn ba cô bé cùng Mặt Trăng. Điều này làm cho Gru giận sôi và Gru đã phá hỏng hàng phòng thủ chắc chắn ngoài căn nhà của Vector. Vector trốn thoát cùng các cô gái trên một chiếc đĩa bay. Gru kịp bám vào phần dưới con tàu. Khi Gru sắp thả tay thì Tiến sĩ Nefario bay đến trên chiếc tàu bay mà Vector đã thu nhỏ lúc trước. Nefario bảo rằng, vật thể càng to thì súng thu nhỏ càng mau hết hiệu lực. Ngay sau đó Mặt Trăng -đang nằm trong đĩa bay của Vector - bỗng phình to trở lại, lớn dần và phá hỏng quả cầu đang chứa ba cô gái. Sau khi thoát được quả cầu, ba cô bé thấy Gru bên ngoài, đang bảo ba cô bé nhảy về phía mình. Edith và Agnes nhảy qua được tàu của Gru nhưng Margo chưa kịp nhảy thì Vector bắt được cô bé. Mặt Trăng lăn tròn và đánh ngã Vector, làm Margo rơi xuống. Gru cứu được cô bé với sự giúp sức của những minion. Mặt Trăng càng lúc càng to lên, phá hỏng bộ điều khiển của đĩa bay, và sau đó chiếc đĩa bay cùng Vector và Mặt Trăng, bay trở lại vào không gian.
Gru cùng ba cô bé trở về sống hạnh phúc với nhau. Ba cô bé biểu diễn một buổi đặc biệt cho Gru, không phải bài Hồ Thiên Nga mà là bài Sao bạn không nhảy đi. Và tất cả mọi người cùng lên sàn nhảy.

## Diễn viên lồng tiếng
- Steve Carell vai Gru, siêu trộm, nhân vật chính diện của phim. Roo là rap name của 1 rapper trẻ tuổi.
- Jason Segel vai Vector (tên thật là Victor Perkins), siêu trộm hàng đầu thế giới sau khi anh ta đánh cắp được kim tự tháp Giza. Là nhân vật phản diện của phim.
- Russell Brand vai Tiến sĩ Nefario, cố vấn, nhà khoa học, một người bạn tốt của Gru.
- Julie Andrews vai Marlena, mẹ của Gru.
- Will Arnett vai ông Perkins, chủ tịch Ngân hàng Xấu xa, bố của Victor.
- Kristen Wiig vai bà Hattie, chủ tịch viện mồ côi.
- Miranda Cosgrove vai Margo, lớn nhất trong ba chị em mồ côi.
- Dana Gaier vai Edith, lớn thứ nhì trong ba chị em.
- Elsie Fisher vai Agnes, nhỏ nhất trong ba chị em.
- Pierre Coffin vai Tim / Bob / Mark / Phil / Stuart, những minion của Gru.
- Chris Renaud vai Dave, minion của Gru.
- Ken Jeong vai dẫn chương trình đối thoại.
- Danny R. McBride vai Fred McDade, hàng xóm của Gru.
- Jack McBrayer vai Khách du lịch nam / Người tại công viên.
- Mindy Kaling vai Khách du lịch nữ.
- Jemaine Clement vai Jerry, minion của Gru.

## Nhận xét

### Ý kiến phê bình
Bộ phim thu được nhiều nhận xét tích cực từ các nhà phê bình. Trang Rotten Tomatoes cho biết rằng 82% ý kiến của các nhà phê bình là tích cực, dựa trên 179 bài nhận xét, với điểm trung bình là 6.8/10. Trang Metacritic đánh giá bộ phim với 72%, dựa trên 34 nhận xét.
Bộ phim đã nhận được đề cử Giải Quả cầu vàng cho phim hoạt hình hay nhất ở Giải Quả cầu Vàng lần thứ 68.

## Phần tiếp theo
Phần tiếp theo của loạt phim Kẻ trộm mặt trăng là bộ phim Kẻ trộm mặt trăng 2 đã được thực hiện và được công chiếu ở Úc vào ngày 5 tháng 6 năm 2013 và tại các rạp ở Mỹ vào ngày 3 tháng 7 năm 2013.
Phần trước đó của loạt phim này là Minions đã được thực hiện và được công chiếu ở Hoa Kỳ vào ngày 10 tháng 7 năm 2015.
Phần tiếp theo thứ ba là Kẻ trộm mặt trăng 3 đã được thực hiện và được công chiếu ở Hoa Kỳ vào ngày 30 tháng 6 năm 2017.
Phần trước đó thứ hai là Minions: Sự trỗi dậy của Gru đã được thực hiện và được công chiếu ở Hoa Kỳ vào ngày 1 tháng 7 năm 2022.
Và phần tiếp theo thứ tư sắp tới hiện đã thông báo vào 2017 là Kẻ trộm mặt trăng 4, hiện trong quá trình phát triển và sẽ được ra mắt vào ngày 3 tháng 7 năm 2024.